# Ясниська сільська рада
Ясниська сільська рада — колишній орган місцевого самоврядування у Яворівському районі Львівської області. Адміністративний центр — село Ясниська.

## Населені пункти
Сільській раді підпорядковані населені пункти:
- с. Ясниська
- с. Буда
- с. Діброва
- с. Задебрі
- с. Лісопотік
- с. Озерське

## Склад ради
Рада складається з 16 депутатів та голови.